# John Ireland (compositeur)
Pour les articles homonymes, voir John Ireland, John Nicholson, Ireland et Nicholson.
John Ireland, de son nom complet John Nicholson Ireland est un compositeur britannique né à Bowdon (Grand Manchester) le 13 août 1879 et mort à Washington (West Sussex) le 12 juin 1962.

## Biographie
Élève de Charles Villiers Stanford en classe de composition, il étudie au Royal College of Music de Londres de 1893 à 1901. Plus tard enseignant dans le même établissement, il a pour élèves Benjamin Britten, Humphrey Searle, Ernest John Moeran, Alan Bush. Il a aussi été organiste à Chelsea de 1904 à 1926.
Il est surtout connu par ses pièces pour piano.

## Œuvre
John Ireland laisse environ 100 œuvres, notamment :
- Decorations pour piano (1915)
- 4 Preludes pour piano (1918)
- Forgotten Rite, prélude pour orchestre (1913 ; première exécution en 1917 sous la direction d'Henry Wood)
- Sonate pour piano (1920)
- Mai-Dun, rhapsodie symphonique (1923)
- Sonatine pour piano (1928)
- 2 sonates pour violon et piano (1917)
- Sonate pour violoncelle et piano (1924)
- Concerto pour piano (1932)
- Legend pour piano et orchestre (1933)
- 3 trios avec piano (1918-1938)
- A London Overture pour orchestre (1937)
- These things shall be, pour baryton ou ténor, chœur et orchestre (1937)
- Concertino Pastorale pour orchestre à cordes (1938)
- Sonate-Fantaisie pour clarinette et piano (1943)
- A Maritime Overture pour orchestre d'harmonie (1946)
- Satyricon, ouverture pour orchestre d'après Pétrone (1946)